# Svetovno prvenstvo v hokeju na ledu 2012 - elitna divizija
Turnir elitne divizije Svetovnega prvenstva v hokeju na ledu 2012 se je odvijal med 3. in 20. majem 2012 v Helsinkih, Finska, in v Stockholmu v Švedska. Zaključni del tekmovanja je potekal v Helsinkih. To je bilo 76. Svetovno prvenstvo v hokeju na ledu, ki ga je organizirala Mednarodna hokejska zveza. Šestindvajsetič je naslov svetovnega prvaka osvojila ruska reprezentanca, srebrno medaljo slovaška, bron pa češka.

## Predtekmovanje

### Skupina H
| Reprezentanca | OT | Z | ZP | PP | P | DG | PG | GR  | Toč |
| ------------- | -- | - | -- | -- | - | -- | -- | --- | --- |
| Kanada        | 7  | 6 | 0  | 1  | 0 | 35 | 15 | +20 | 19  |
| ZDA           | 7  | 4 | 2  | 0  | 1 | 32 | 17 | +15 | 16  |
| Finska        | 7  | 5 | 0  | 0  | 2 | 21 | 14 | +7  | 15  |
| Slovaška      | 7  | 5 | 0  | 0  | 2 | 21 | 13 | +8  | 15  |
| Francija      | 7  | 3 | 0  | 0  | 4 | 21 | 32 | −11 | 9   |
| Švica         | 7  | 2 | 0  | 0  | 5 | 16 | 21 | −5  | 6   |
| Belorusija    | 7  | 1 | 0  | 0  | 6 | 11 | 23 | −12 | 3   |
| Kazahstan     | 7  | 0 | 0  | 1  | 6 | 11 | 33 | −22 | 1   |

| 4. maj 2012 | ZDA | 7–2 | Francija | Hartwall Areena, Helsinki |

| Poročilo tekme | Poročilo tekme | Poročilo tekme  | Poročilo tekme                                                                    | Poročilo tekme  |
| -------------- | --- | --------------- | --------------------------------------------------------------------------------- | --------------- |
| Začetek: 12:15 | K. Okposo (A. Goligoski, J. Faulk) – 16:52 J. Johnson (R. Lasch, J. Faulk) (PP) – 23:56 B. Ryan (M. Pacioretty, P. Stastny) (PP) – 29:15 M. Pacioretty (P. Stastny, A. Goligoski) – 39:38 J. Slater (K. Palmieri) – 45:38 K. Okposo (C. Fowler, J. Faulk) – 51:00 J. Petry (M. Pacioretty, P. Stastny)(EA) – 57:41 | (1–1, 3–1, 3–0) | 12:17 – N. Besch (L. Meunier, Y. Auvitu) 33:17 – P.-É. Bellemare (S. Treille)(EA) | Gledalci: 8,402 |

| 4. maj 2012 | Kanada | 3–2 | Slovaška | Hartwall Areena, Helsinki |

| Poročilo tekme | Poročilo tekme                                                                                               | Poročilo tekme  | Poročilo tekme                                                          | Poročilo tekme  |
| -------------- | --- | --------------- | ----------------------------------------------------------------------- | --------------- |
| Začetek: 16:15 | J. Benn (R. Getzlaf, D. Keith) – 14:21 J. Eberle (E. Kane) – 32:30 A. Ladd (R. O'Reilly, T. Purcell) – 35:21 | (1–0, 2–1, 0–1) | 21:58 – T. Tatar (J. Mikúš) 42:59 – M. Bartovič (M. Bližňák, M. Haščák) | Gledalci: 6,400 |

| 4. maj 2012 | Belorusija | 0–1 | Finska | Hartwall Areena, Helsinki |

| Poročilo tekme | Poročilo tekme | Poročilo tekme  | Poročilo tekme                             | Poročilo tekme   |
| -------------- | -------------- | --------------- | ------------------------------------------ | ---------------- |
| Začetek: 20:15 |                | (0–1, 0–0, 0–0) | 19:18 – J. Niskala (M. Koivu, M. Granlund) | Gledalci: 12,354 |

| 5. maj 2012 | Švica | 5–1 | Kazahstan | Hartwall Areena, Helsinki |

| Poročilo tekme | Poročilo tekme | Poročilo tekme  | Poročilo tekme                     | Poročilo tekme  |
| -------------- | --- | --------------- | ---------------------------------- | --------------- |
| Začetek: 15:00 | I. Rüthemann (D. Hollenstein) – 09:48 M. Streit (R. Wick, S. Blindenbacher) (PP) – 11:04 M. Streit (S. Blindenbacher) (PP2) – 24:04 I. Rüthemann (D. Hollenstein, M. Streit) (PP) – 32:08 F. Du Bois (I. Rüthemann, M. Bieber) – 36:53 | (2–0, 3–1, 0–0) | 21:36 – R. Savčenko (R. Starčenko) | Gledalci: 7,221 |

| 5. maj 2012 | Kanada | 4–5 P | ZDA | Hartwall Areena, Helsinki |

| Poročilo tekme | Poročilo tekme                                                                                                 | Poročilo tekme          | Poročilo tekme | Poročilo tekme  |
| -------------- | --- | ----------------------- | --- | --------------- |
| Začetek: 19:00 | J. Tavares (D. Keith) – 06:38 J. Skinner (J. Tavares, J. Bouwmeester) – 27:34 E. Kane – 49:51 D. Keith – 58:21 | (1–1, 1–1, 2–2) (P 0–1) | 01:10 – J. Slater (R. Lasch) 33:54 – J. Johnson (M. Pacioretty, B. Ryan) (PP) 46:43 – P. Dwyer (SH) 56:19 – N. Thompson (J. Crabb, P. Dwyer) 61:47 – J. Johnson | Gledalci: 6,842 |

| 6. maj 2012 | Francija | 6–3 | Kazahstan | Hartwall Areena, Helsinki |

| Poročilo tekme | Poročilo tekme | Poročilo tekme  | Poročilo tekme | Poročilo tekme  |
| -------------- | --- | --------------- | --- | --------------- |
| Začetek: 12:15 | K. Hecquefeuille (L. Meunier, J. Desrosiers) – 08:59 N. Besch (L. Meunier) – 11:27 S. Treille (S. da Costa, P.-É. Bellemare) – 14:53 J. Desrosiers (Y. Treille, L. Meunier) – 27:49 P.-É. Bellemare (A. Guttig, S. da Costa) – 51:02 K. Hecquefeuille (J. Desrosiers, Y. Auvitu) – 56:14 | (3–1, 1–1, 2–1) | 17:13 – V. Krasnoslobodcev (D. Dimitrij, R. Starčenko) 33:16 – F. Poliščuk (A. Trosčinsky, R. Savčenko) 40:42 – T. Žajlavov (D. Dudarev, V. Novopašin) | Gledalci: 8,673 |

| 6. maj 2012 | Finska | 1–0 | Slovaška | Hartwall Areena, Helsinki |

| Poročilo tekme | Poročilo tekme                                    | Poročilo tekme  | Poročilo tekme | Poročilo tekme   |
| -------------- | ------------------------------------------------- | --------------- | -------------- | ---------------- |
| Začetek: 16:15 | J. Pesonen (M. Granlund, J. Immonen) (EA) – 07:32 | (1–0, 0–0, 0–0) |                | Gledalci: 12,855 |

| 6. maj 2012 | Švica | 3–2 | Belorusija | Hartwall Areena, Helsinki |

| Poročilo tekme | Poročilo tekme                                                                                    | Poročilo tekme  | Poročilo tekme                                                                          | Poročilo tekme  |
| -------------- | ------------------------------------------------------------------------------------------------- | --------------- | --------------------------------------------------------------------------------------- | --------------- |
| Začetek: 20:15 | S. Moser (F. Du Bois) – 06:55 S. Moser (K. Romy, D. Brunner) – 11:57 K. Romy (D. Brunner) – 47:48 | (2–1, 0–1, 1–0) | 10:26 – A. Ugarov (A. Stepanov, V. Denisov) 21:34 – K. Kolcov (D. Korobov, A. Kaljužni) | Gledalci: 5,249 |

| 7. maj 2012 | Francija | 2–7 | Kanada | Hartwall Areena, Helsinki |

| Poročilo tekme | Poročilo tekme                                       | Poročilo tekme  | Poročilo tekme | Poročilo tekme  |
| -------------- | ---------------------------------------------------- | --------------- | --- | --------------- |
| Začetek: 16:15 | B. Henderson – 19:22 A. Rouleau (A. Roussel) – 33:49 | (1–4, 1–1, 0–2) | 01:59 – R. Nugent-Hopkins (P. Sharp, J. Benn) 09:56 – P. Sharp (J. Tavares, R. Nugent-Hopkins) (PP) 13:54 – J. Benn (P. Sharp, L. Schenn) 17:21 – J. Benn (C. Perry) 33:19 – J. Eberle (P. Sharp, D. Keith (PP) 49:56 – R. Nugent-Hopkins (P. Sharp, M. Methot) 52:19 – C. Perry (R. Getzlaf, E. Kane) | Gledalci: 3,415 |

| 7. maj 2012 | ZDA | 2–4 | Slovaška | Hartwall Areena, Helsinki |

| Poročilo tekme | Poročilo tekme                                                                              | Poročilo tekme  | Poročilo tekme | Poročilo tekme  |
| -------------- | ------------------------------------------------------------------------------------------- | --------------- | --- | --------------- |
| Začetek: 20:15 | J. Faulk (K. Okposo, J. Slater) – 15:41 P. Stastny (M. Pacioretty, C. Fowler) (PP2) – 38:47 | (1–3, 1–0, 0–1) | 00:47 – D. Graňák (L. Hudáček) 15:04 – B. Radivojevič (T. Kopecký, M. Handzuš) 19:54 – A. Sekera (M. Bližňák) 59:23 – M. Šatan (ENG) | Gledalci: 3,948 |

| 8. maj 2012 | Belorusija | 3–2 | Kazahstan | Hartwall Areena, Helsinki |

| Poročilo tekme | Poročilo tekme                                                                  | Poročilo tekme  | Poročilo tekme                                                                   | Poročilo tekme  |
| -------------- | ------------------------------------------------------------------------------- | --------------- | -------------------------------------------------------------------------------- | --------------- |
| Začetek: 16:15 | K. Kolcov (SH) – 28:48 M. Grabovski (R. Graborenko) – 33:37 J. Koviršin – 33:52 | (0–1, 3–1, 0–0) | 02:32 – V. Krasnoslobodcev 27:42 – V. Krasnoslobodcev (D. Dudarev, V. Jeremejev) | Gledalci: 3,221 |

| 8. maj 2012 | Finska | 5–2 | Švica | Hartwall Areena, Helsinki |

| Poročilo tekme | Poročilo tekme | Poročilo tekme  | Poročilo tekme                                                | Poročilo tekme   |
| -------------- | --- | --------------- | ------------------------------------------------------------- | ---------------- |
| Začetek: 20:15 | J. Immonen (J. Niskala, A. Salmela) (PP) – 06:30 L. Komarov (J. Järvinen, J. Joensuu) – 26:05 J. Immonen (J. Pesonen, M. Granlund) – 36:45 V. Filppula (J. Jokinen, J. Hietanen (PP) – 49:46 V. Filppula (O. Väänänen, J. Jokinen) – 51.56 | (1–0, 2–2, 2–0) | 25:44 – A. Ambühl (L. Sbisa) 37:44 – R. Wick (M. Streit) (PP) | Gledalci: 12,448 |

| 9. maj 2012 | Slovaška | 4–2 | Kazahstan | Hartwall Areena, Helsinki |

| Poročilo tekme | Poročilo tekme | Poročilo tekme  | Poročilo tekme                                                                            | Poročilo tekme  |
| -------------- | --- | --------------- | ----------------------------------------------------------------------------------------- | --------------- |
| Začetek: 16:15 | D. Graňák (M. Šatan, L. Hudáček) – 01:08 L.Hudáček (D. Graňák, Z. Chára)(PP) – 37:49 T. Kopecký (I. Baranka, A. Sekera) – 48:18 T. Kopecký (M. Handzuš, B. Radivojevič)(PP) – 59:46 | (1–1, 1–0, 2–1) | 11:18 – J. Rimarev (V. Novopašin, D. Šemelin) 43:15 – K. Puškarev (T. Žajlavov, D. Upper) | Gledalci: 3,706 |

| 9. maj 2012 | Kanada | 3–2 | Švica | Hartwall Areena, Helsinki |

| Poročilo tekme | Poročilo tekme                                                                                         | Poročilo tekme  | Poročilo tekme                                                                       | Poročilo tekme  |
| -------------- | --- | --------------- | ------------------------------------------------------------------------------------ | --------------- |
| Začetek: 20:15 | J. Tavares (J. Eberle, J. Skinner) – 20:35 J. Eberle (J. Tavares) – 40:41 R. Getzlaf (C. Ward) – 48:02 | (0–1, 1–0, 2–1) | 01:40 – D. Brunner (G. Bezina, K. Romy) 43:49 – G. Bezina (K. Romy, D. Brunner) (PP) | Gledalci: 4,829 |

| 10. maj 2012 | ZDA | 5–3 | Belorusija | Hartwall Areena, Helsinki |

| Poročilo tekme | Poročilo tekme | Poročilo tekme  | Poročilo tekme | Poročilo tekme  |
| -------------- | --- | --------------- | --- | --------------- |
| Začetek: 16:15 | J. Abdelkader (J. T. Brown, J. Petry) – 01:39 J. Atkinson (J. Abdelkader) – 06:31 N. Thompson (P. Dwyer, J. Crabb) – 38:21 B. Ryan (M. Pacioretty, C. Fowler) – 52:10 P. Stastny (M. Pacioretty, J. Johnson) – 55:34 | (2–1, 1–1, 2–1) | 16:15 – A. Kaljužni (D. Korobov, M. Grabovski) 22:50 – A. Ugarov (M. Grabovski, J. Koviršin) (PP) 59:50 – J. Koviršin (M. Grabovski, A. Kaljužni) (PP2, EA) | Gledalci: 7,441 |

| 10. maj 2012 | Francija | 1–7 | Finska | Hartwall Areena, Helsinki |

| Poročilo tekme | Poročilo tekme                                    | Poročilo tekme  | Poročilo tekme | Poročilo tekme   |
| -------------- | ------------------------------------------------- | --------------- | --- | ---------------- |
| Začetek: 20:15 | A. Guttig (S. Da Costa, T. Da Costa) (PP) – 43:34 | (0–1, 0–4, 1–2) | 10:12 – J. Immonen (J. Pesonen, M. Granlund) (PP) 30:00 – M. Koivu (J. Hietanen, V. Filppula) 33:49 – J. Jokinen (M. Mäenpää, M. Koivu) (PP) 37:12 – J. Niskala (J. Joensuu, V. Filppula) 38:08 – N. Kapanen (J. Tuppurainen) 44:01 – J. Jokinen (M. Koivu, V. Filppula) (PP) 50:00 – J. Hietanen (M. Mäenpää, M. Koivu) (PP) | Gledalci: 12,957 |

| 11. maj 2012 | Kazahstan | 2–3 P | ZDA | Hartwall Areena, Helsinki |

| Poročilo tekme | Poročilo tekme                                                                              | Poročilo tekme          | Poročilo tekme                                                                                                   | Poročilo tekme  |
| -------------- | ------------------------------------------------------------------------------------------- | ----------------------- | --- | --------------- |
| Začetek: 16:15 | K. Puškarev (T. Žajlavov, D. Upper) – 38:17 T. Žajlavov (K. Puškarev, V. Novopašin) – 55:54 | (0–0, 1–1, 1–1) (P 0–1) | 34:12 – J. T. Brown (J. Abdelkader) 44:58 – J. Faulk (A. Goligoski) 64:38 – J. Faulk (M. Pacioretty, P. Stastny) | Gledalci: 9,856 |

| 11. maj 2012 | Finska | 3–5 | Kanada | Hartwall Areena, Helsinki |

| Poročilo tekme | Poročilo tekme                                                                                            | Poročilo tekme  | Poročilo tekme | Poročilo tekme   |
| -------------- | --- | --------------- | --- | ---------------- |
| Začetek: 20:15 | A. Pihlström (N. Kapanen) – 05:53 M. Koivu (J. Jokinen) (PP) – 10:31 J. Jokinen (A. Salmela) (PP) – 27:36 | (2–0, 1–3, 0–2) | 25:34 – A. Burrows (R. O'Reilly, M. Methot) 34:31 – J. Tavares (J. Skinner, K. Russell) 38:18 – J. Skinner (R. Nugent-Hopkins, D. Keith) 46:04 – E. Kane (C. Perry) 59:36 – J. Eberle (J. Tavares, D. Keith) (ENG) | Gledalci: 13,059 |

| 12. maj 2012 | Slovaška | 5–1 | Belorusija | Hartwall Areena, Helsinki |

| Poročilo tekme | Poročilo tekme | Poročilo tekme  | Poročilo tekme                                      | Poročilo tekme  |
| -------------- | --- | --------------- | --------------------------------------------------- | --------------- |
| Začetek: 12:15 | A. Sekera (I. Baranka, M. Handzuš) – 06:45 B. Radivojevič (A. Sekera) – 23:16 M. Miklík (J. Mikúš, T. Tatar) – 24:58 T. Kopecký (B. Radivojevič) – 25:48 J. Mikúš (T. Tatar, M. Miklík) – 26:56 | (1–0, 4–1, 0–0) | 34:56 – A. Kaljužni (A. Kosticin, S. Kosticin) (PP) | Gledalci: 9,032 |

| 12. maj 2012 | Švica | 2–4 | Francija | Hartwall Areena, Helsinki |

| Poročilo tekme | Poročilo tekme                                                                | Poročilo tekme  | Poročilo tekme | Poročilo tekme  |
| -------------- | ----------------------------------------------------------------------------- | --------------- | --- | --------------- |
| Začetek: 16:15 | D. Brunner (P. Furrer, S. Blindenbacher) – 33:14 D. Brunner (K. Romy) – 35:04 | (0–1, 2–1, 0–2) | 17:11 – Y. Auvitu (K. Hecquefeuille, L. Meunier) (PP) 32:44 – T. Da Costa (C. Bertrand, A. Roussel) 46:21 – L. Meunier (PP) 47:05 – S. Da Costa (P-É. Bellemare, B. Amar) (PP) | Gledalci: 9,155 |

| 12. maj 2012 | Kazahstan | 0–8 | Kanada | Hartwall Areena, Helsinki |

| Poročilo tekme | Poročilo tekme | Poročilo tekme  | Poročilo tekme | Poročilo tekme  |
| -------------- | -------------- | --------------- | --- | --------------- |
| Začetek: 20:15 |                | (0–1, 0–2, 0–5) | 15:45 – D. Phaneuf (R. Getzlaf) (PP) 32:05 – C. Perry (D. Keith, J. Bouwmeester) 37:03 – A. Burrows (J. Eberle, D. Keith) (SH) 42:57 – E. Kane (C. Perry, R. Getzlaf) 43:39 – J. Tavares (J. Eberle, K. Russell) 43:47 – T. Purcell (J. Benn) 45:53 – D. Phaneuf (R. Getzlaf, D. Keith) 56:13 – R. Nugent-Hopkins (P. Sharp, A. Ladd) | Gledalci: 4,151 |

| 13. maj 2012 | Finska | 0–5 | ZDA | Hartwall Areena, Helsinki |

| Poročilo tekme | Poročilo tekme | Poročilo tekme  | Poročilo tekme | Poročilo tekme   |
| -------------- | -------------- | --------------- | --- | ---------------- |
| Začetek: 16:15 |                | (0–1, 0–2, 0–2) | 16:19 – M. Pacioretty 35:33 – K. Palmieri (C. Atkinson, C. Butler) 37:56 – J. Faulk (A. Goligoski, M. Pacioretty) (PP) 42:12 – C. Butler (J. Petry, C. Atkinson) 44:08 – B. Ryan (C. Smith) | Gledalci: 12,652 |

| 13. maj 2012 | Švica | 0–1 | Slovaška | Hartwall Areena, Helsinki |

| Poročilo tekme | Poročilo tekme | Poročilo tekme  | Poročilo tekme                         | Poročilo tekme  |
| -------------- | -------------- | --------------- | -------------------------------------- | --------------- |
| Začetek: 20:15 |                | (0–1, 0–0, 0–0) | 18:13 – T. Tatar (J. Mikúš, M. Miklík) | Gledalci: 4,257 |

| 14. maj 2012 | Belorusija | 1–2 | Francija | Hartwall Areena, Helsinki |

| Poročilo tekme | Poročilo tekme                              | Poročilo tekme  | Poročilo tekme                                                                                       | Poročilo tekme  |
| -------------- | ------------------------------------------- | --------------- | --- | --------------- |
| Začetek: 16:15 | A. Kaljužni (A. Ugarov, D. Korobov) – 08:15 | (1–0, 0–1, 0–1) | 37:57 – K. Hecquefeuille (V. Bachet, P-É. Bellemare) 58:43 – Y. Auvitu (P-É. Bellemare, S. Da Costa) | Gledalci: 5,583 |

| 14. maj 2012 | Kazahstan | 1–4 | Finska | Hartwall Areena, Helsinki |

| Poročilo tekme | Poročilo tekme                                    | Poročilo tekme  | Poročilo tekme | Poročilo tekme   |
| -------------- | ------------------------------------------------- | --------------- | --- | ---------------- |
| Začetek: 20:15 | K. Puškarev (D. Upper, V. Novopašin) (PP) – 49:03 | (0–0, 0–3, 1–1) | 24:02 – J. Jokinen (M. Mäenpää, V. Filppula) (PP) 31:38 – M. Mäenpää (J. Hietanen, V. Filppula) (PP2) 37:43 – V. Filppula (T. Kiiskinen, M. Koivu) 41:15 – V. Filppula (M. Koivu, J. Hietanen) (PP) | Gledalci: 12,443 |

| 15. maj 2012 | Kanada | 5–1 | Belorusija | Hartwall Areena, Helsinki |

| Poročilo tekme | Poročilo tekme | Poročilo tekme  | Poročilo tekme                                 | Poročilo tekme  |
| -------------- | --- | --------------- | ---------------------------------------------- | --------------- |
| Začetek: 12:15 | R. O'Reilly (A. Ladd, D. Keith) – 02:16 C. Perry (R. Getzlaf, D. Keith) – 29:10 R. Getzlaf (E. Kane, C. Perry) – 32:46 R. Nugent-Hopkins (J. Tavares, P. Sharp) – 34:11 R. O'Reilly (A. Ladd) – 48:16 | (1–1, 3–0, 1–0) | 14:25 – S. Kosticin (J. Koviršin, A. Kosticin) | Gledalci: 9,140 |

| 15. maj 2012 | Slovaška | 5–4 | Francija | Hartwall Areena, Helsinki |

| Poročilo tekme | Poročilo tekme | Poročilo tekme  | Poročilo tekme | Poročilo tekme  |
| -------------- | --- | --------------- | --- | --------------- |
| Začetek: 15:15 | M. Bartovič (M. Bližňák, A. Sekera) – 02:36 T. Kopecký (B. Radivojevič) – 06:50 M. Handzuš (Z. Chára, A. Sekera) (PP) – 35:26 B. Radivojevič – 40:39 B. Radivojevič (A. Sekera) (PP) – 50:27 | (2–2, 1–1, 2–1) | 07:11 – Y. Treille (A. Rouleau, J. Desrosiers) 15:00 – T. Da Costa 39:21 – D. Fleury (L. Meunier) 45:17 – A. Roussel (S. Da Costa) | Gledalci: 7,481 |

| 15. maj 2012 | ZDA | 5–2 | Švica | Hartwall Areena, Helsinki |

| Poročilo tekme | Poročilo tekme | Poročilo tekme  | Poročilo tekme                                                                      | Poročilo tekme  |
| -------------- | --- | --------------- | ----------------------------------------------------------------------------------- | --------------- |
| Začetek: 20:15 | B. Ryan (M. Pacioretty, C. Fowler) – 22:39 C. Fowler (P. Stastny) – 36:52 P. Stastny (B. Ryan, M. Pacioretty) (PP) – 45:22 A. Goligoski (J. Abdelkader, K. Palmieri) – 26:04 J. Petry (P. Stastny) – 54:59 | (0–0, 2–1, 3–1) | 20:21 – I. Rüthemann (D. Brunner, K. Romy) 54:43 – M. Trachsler (B. Plüss, R. Josi) | Gledalci: 9,212 |

### Skupina S
| Reprezentanca | OT | Z | ZP | PP | P | DG | PG | GR  | Toč |
| ------------- | -- | - | -- | -- | - | -- | -- | --- | --- |
| Rusija        | 7  | 7 | 0  | 0  | 0 | 27 | 8  | +19 | 21  |
| Švedska       | 7  | 6 | 0  | 0  | 1 | 29 | 15 | +14 | 18  |
| Češka         | 7  | 4 | 1  | 0  | 2 | 24 | 11 | +13 | 14  |
| Norveška      | 7  | 4 | 0  | 1  | 2 | 33 | 19 | +14 | 13  |
| Latvija       | 7  | 2 | 0  | 0  | 5 | 11 | 19 | −8  | 6   |
| Nemčija       | 7  | 2 | 0  | 0  | 5 | 14 | 31 | −17 | 6   |
| Danska        | 7  | 1 | 0  | 1  | 5 | 13 | 23 | −10 | 4   |
| Italija       | 7  | 0 | 1  | 0  | 6 | 6  | 31 | −25 | 2   |

| 4. maj 2012 | Nemčija | 3–0 | Italija | Ericsson Globe, Stockholm |

| Poročilo tekme | Poročilo tekme | Poročilo tekme  | Poročilo tekme | Poročilo tekme  |
| -------------- | --- | --------------- | -------------- | --------------- |
| Začetek: 12:15 | C. Schubert (C. Ullmann) – 16:16 P. Reimer (C. Ullmann, P. Gogulla) – 22:42 C. Fischer (P. Gogulla, C. Ullmann) (PP) – 45:11 | (1–0, 1–0, 1–0) |                | Gledalci: 1,033 |

| 4. maj 2012 | Češka | 2–0 | Danska | Ericsson Globe, Stockholm |

| Poročilo tekme | Poročilo tekme                                                                         | Poročilo tekme  | Poročilo tekme | Poročilo tekme  |
| -------------- | -------------------------------------------------------------------------------------- | --------------- | -------------- | --------------- |
| Začetek: 16:15 | A. Hemský (P. Nedvěd, T. Plekanec) – 39:55 P. Tenkrát (M. Frolík, T. Plekanec) – 57:21 | (0–0, 1–0, 1–0) |                | Gledalci: 1,610 |

| 4. maj 2012 | Švedska | 3–1 | Norveška | Ericsson Globe, Stockholm |

| Poročilo tekme | Poročilo tekme | Poročilo tekme  | Poročilo tekme                    | Poročilo tekme  |
| -------------- | --- | --------------- | --------------------------------- | --------------- |
| Začetek: 20:15 | J. Silfverberg (E. Karlsson, C. Järnkrok) (PP) – 16:48 M. Krüger (N. Hjalmarsson, D. Alfredsson) – 22:29 L. Eriksson (H. Zetterberg, D. Alfredsson) – 44:18 | (1–0, 1–1, 1–0) | 20:20 – M. Hansen (P.-Å. Skrøder) | Gledalci: 7,770 |

| 5. maj 2012 | Latvija | 2–5 | Rusija | Ericsson Globe, Stockholm |

| Poročilo tekme | Poročilo tekme                                                                           | Poročilo tekme  | Poročilo tekme | Poročilo tekme  |
| -------------- | ---------------------------------------------------------------------------------------- | --------------- | --- | --------------- |
| Začetek: 16:15 | M. Indrašis (G. Galviņš, J. Sprukts) – 11:32 M. Cipulis (G. Pujacs, O. Bārtulis) – 55:21 | (1–0, 0–2, 1–3) | 33:45 – I. Nikulin (A. Perežogin, J. Malkin) (PP) 36:29 – J. Malkin (I. Nikulin) (PP) 36:29 – J. Malkin (A. Popov) 50:53 – A. Popov (A. Perežogin, I. Nikulin) 56:53 – J. Kuznecov (N. Kulemin) | Gledalci: 5,219 |

| 5. maj 2012 | Švedska | 4–1 | Češka | Ericsson Globe, Stockholm |

| Poročilo tekme | Poročilo tekme | Poročilo tekme  | Poročilo tekme                    | Poročilo tekme   |
| -------------- | --- | --------------- | --------------------------------- | ---------------- |
| Začetek: 20:15 | J. Franzén (L. Eriksson, H. Zetterberg) – 02:42 N. Kronwall (H. Zetterberg) – 20:50 J. Lundqvist (N. Persson, J. Larsson) – 50:24 N. Persson (V. Hedman, J. Lundqvist) (ENG) – 58:04 | (1–0, 1–0, 2–1) | 43:44 – J. Petružálek (A. Hemský) | Gledalci: 10,076 |

| 6. maj 2012 | Danska | 3–4 P | Italija | Ericsson Globe, Stockholm |

| Poročilo tekme | Poročilo tekme                                                                                      | Poročilo tekme          | Poročilo tekme | Poročilo tekme  |
| -------------- | --------------------------------------------------------------------------------------------------- | ----------------------- | --- | --------------- |
| Začetek: 12:15 | L. Eller (F. Nielsen, J. Jensen) – 20:14 J. Jensen (M. Green, D. Nielsen) – 24:42 J. Jensen – 31:53 | (0–2, 3–1, 0–0) (P 0–1) | 14:12 – L. Ansoldi (G. Scandella) 14:30 – M. de Marchi (N. Fontanive) 33:56 – M. de Marchi (G. Scandella, N. Plastino) 60:52 – G. Scandella | Gledalci: 2,878 |

| 6. maj 2012 | Rusija | 4–2 | Norveška | Ericsson Globe, Stockholm |

| Poročilo tekme | Poročilo tekme | Poročilo tekme  | Poročilo tekme                                                                                | Poročilo tekme  |
| -------------- | --- | --------------- | --------------------------------------------------------------------------------------------- | --------------- |
| Začetek: 16:15 | J. Kuznecov (D. Kalinin, A. Jemelin) (PP) – 21:21 D. Denisov (J. Medvedjev, J. Kuznecov) – 27:01 N. Kulemin (J. Malkin) – 32:46 A. Perežogin (J. Malkin) – 40:40 | (0–0, 3–2, 1–0) | 30:34 – M. Ask (J. Holøs, P. Thoresen) (PP2) 35:52 – M. Holtet (P.-Å. Skrøder, J. Holøs) (PP) | Gledalci: 4,438 |

| 6. maj 2012 | Nemčija | 2–3 | Latvija | Ericsson Globe, Stockholm |

| Poročilo tekme | Poročilo tekme                                                                        | Poročilo tekme  | Poročilo tekme | Poročilo tekme  |
| -------------- | ------------------------------------------------------------------------------------- | --------------- | --- | --------------- |
| Začetek: 20:15 | J. Tripp (K. Hospelt, K. Lavallee) – 24:58 K. Hospelt (P. Reimer, P. Gogulla) – 32:03 | (0–1, 2–1, 0–1) | 11:09 – M. Indrašis (J. Sprukts, G. Galviņš) 23:10 – M. Rēdlihs (J. Sprukts, M. Indrašis) 52:15 – A. Širokovs (K. Daugaviņš) (PP) | Gledalci: 4,162 |

| 7. maj 2012 | Češka | 4–3 GWS | Norveška | Ericsson Globe, Stockholm |

| Poročilo tekme | Poročilo tekme | Poročilo tekme                    | Poročilo tekme | Poročilo tekme  |
| -------------- | --- | --------------------------------- | --- | --------------- |
| Začetek: 16:15 | A. Hemský (P. Nedvěd) – 16:41 D. Krejčí (P. Tenkrát) – 37:04 M. Frolík (T. Plekanec, M. Michálek) – 47:56 A. Hemský P. Nedvěd D. Krejčí | (1–1, 1–1, 1–1) (P 0–0) (SO: 1–0) | 11:16 – M. Olimb (J. Holøs, M. Ask) (PP2) 21:39 – LE. Spets (A. Bastiansen, M. Olimb) 50:51 – J. Holøs (A. Bonsaksen, P. Thoresen) P.-Å. Skrøder P. Thoresen M. Ask | Gledalci: 3,383 |

| 7. maj 2012 | Danska | 4–6 | Švedska | Ericsson Globe, Stockholm |

| Poročilo tekme | Poročilo tekme | Poročilo tekme  | Poročilo tekme | Poročilo tekme  |
| -------------- | --- | --------------- | --- | --------------- |
| Začetek: 20:15 | N. Hardt (J. Hansen, P. Larsen) (PP2) – 18:27 N. Hardt (F. Nielsen, L. Eller) (PP) – 38:47 L. Eller (N. Hardt, F. Nielsen) – 40:21 M. Green (J. Hansen, D. Nielsen) – 51:27 | (1–4, 1–2, 2–0) | 02:06 – V. Stålberg (M. Krüger, N. Hjalmarsson) 06:06 – L. Eriksson (J. Franzén) (PP) 11:05 – L. Eriksson (H. Zetterberg, J. Franzén) (PP) 11:43 – V. Stålberg (M. Krüger, G. Landeskog) 20:43 – D. Alfredsson (L. Eriksson, S. Kronwall) 29:16 – H. Zetterberg (S. Kronwall, J. Franzén) | Gledalci: 8,119 |

| 8. maj 2012 | Latvija | 5–0 | Italija | Ericsson Globe, Stockholm |

| Poročilo tekme | Poročilo tekme | Poročilo tekme  | Poročilo tekme | Poročilo tekme  |
| -------------- | --- | --------------- | -------------- | --------------- |
| Začetek: 16:15 | R. Ķēniņš (A. Bērziņš) – 18:24 G. Meija (R. Ķēniņš, O. Bārtulis) – 24:16 O. Bārtulis (M. Cipulis) – 37:54 M. Indrašis (J. Sprukts, G. Galviņš) – 40:43 K. Rēdlihs (PP) – 42:31 | (1–0, 2–0, 2–0) |                | Gledalci: 2,785 |

| 8. maj 2012 | Rusija | 2–0 | Nemčija | Ericsson Globe, Stockholm |

| Poročilo tekme | Poročilo tekme                                                                            | Poročilo tekme  | Poročilo tekme | Poročilo tekme  |
| -------------- | ----------------------------------------------------------------------------------------- | --------------- | -------------- | --------------- |
| Začetek: 20:15 | N. Žerdev (J. Medvedjev, Y. Malkin) – 19:51 A. Tereščenko (S. Širokov, N. Žerdev) – 50:35 | (1–0, 0–0, 1–0) |                | Gledalci: 2,897 |

| 9. maj 2012 | Norveška | 6–2 | Italija | Ericsson Globe, Stockholm |

| Poročilo tekme | Poročilo tekme | Poročilo tekme  | Poročilo tekme                                                            | Poročilo tekme  |
| -------------- | --- | --------------- | ------------------------------------------------------------------------- | --------------- |
| Začetek: 16:15 | M. Trygg (M. Olimb) – 03:06 P. Thoresen (P-Å. Skrøder, A. Bastiansen) – 16:51 M. Holtet (P-Å. Skrøder, P. Thoresen) (PP) – 24:27 A. Bastiansen (M. Olimb, LE. Spets) – 30:35 M. Trygg (L. Haugen) (SH) – 48:11 P-Å. Skrøder (P. Thoresen, M. Holtet) (PP) – 54:49 | (2–1, 2–1, 2–0) | 05:11 – L. Ansoldi (D. Tudin) 32:35 – A. Egger (T. Larkin, V. Rocco) (PP) | Gledalci: 1,357 |

| 9. maj 2012 | Švedska | 5–2 | Nemčija | Ericsson Globe, Stockholm |

| Poročilo tekme | Poročilo tekme | Poročilo tekme  | Poročilo tekme                                                             | Poročilo tekme   |
| -------------- | --- | --------------- | -------------------------------------------------------------------------- | ---------------- |
| Začetek: 20:15 | M. Krüger (G. Landeskog, V. Hedman) – 01:17 V. Stålberg (N. Hjalmarsson) – 26:38 E. Karlsson (H. Zetterberg, L. Eriksson) (PP) – 28:14 N. Persson (J. Larsson) – 42:30 J. Franzén (H. Zetterberg) – 48:32 | (1–1, 2–1, 2–0) | 19:59 – P. Gogulla (K. Hospelt) 36:58 – P. Reimer (C. Fischer, P. Gogulla) | Gledalci: 11,500 |

| 10. maj 2012 | Danska | 1–3 | Rusija | Ericsson Globe, Stockholm |

| Poročilo tekme | Poročilo tekme   | Poročilo tekme  | Poročilo tekme | Poročilo tekme  |
| -------------- | ---------------- | --------------- | --- | --------------- |
| Začetek: 16:15 | L. Eller – 04:11 | (1–2, 0–1, 0–0) | 02:08 – J. Medvedjev (S. Širokov, N. Žerdev) 13:35 – J. Malkin (A. Perežogin, I. Nikulin) 26:32 – D. Kalinin (J. Kuznecov, S. Širokov) | Gledalci: 2,117 |

| 10. maj 2012 | Češka | 3–1 | Latvija | Ericsson Globe, Stockholm |

| Poročilo tekme | Poročilo tekme | Poročilo tekme  | Poročilo tekme                 | Poročilo tekme  |
| -------------- | --- | --------------- | ------------------------------ | --------------- |
| Začetek: 20:15 | M. Michálek (J. Nakládal, T. Plekanec) – 28:58 P. Nedvěd (O. Němec, P. Čáslava) – 50:50 T. Plekanec (M. Blaťák) (PP) – 53:22 | (0–0, 1–1, 2–0) | 23:55 – A. Bērziņš (R. Ķēniņš) | Gledalci: 2,570 |

| 11. maj 2012 | Italija | 0–6 | Češka | Ericsson Globe, Stockholm |

| Poročilo tekme | Poročilo tekme | Poročilo tekme  | Poročilo tekme | Poročilo tekme  |
| -------------- | -------------- | --------------- | --- | --------------- |
| Začetek: 16:15 |                | (0–2, 0–3, 0–1) | 05:56 – P. Nedvěd (D. Krejčí, J. Nakládal) (PP) 12:45 – J. Novotný (J. Petružálek) 27:15 – P. Čáslava (P. Tenkrát) (SH) 31:45 – A. Hemský (M. Erat) (PP) 32:45 – P. Čáslava (J. Petružálek, P. Koukal) 54:29 – M. Erat (L. Krajíček) (PP) | Gledalci: 2,753 |

| 11. maj 2012 | Rusija | 7–3 | Švedska | Ericsson Globe, Stockholm |

| Poročilo tekme | Poročilo tekme | Poročilo tekme  | Poročilo tekme | Poročilo tekme   |
| -------------- | --- | --------------- | --- | ---------------- |
| Začetek: 20:15 | A. Popov (J. Malkin) – 10:27 J. Malkin (J. Birjukov, J. Kuznecov) (PP) – 36:00 A. Jemelin (P. Dacjuk, D. Kalinin) (PP2) – 38:27 A. Perežogin (J. Medvedjev – 40:15 J. Malkin (A. Popov) – 42:40 J. Malkin (A. Popov) – 51:08 D. Denisov (J. Malkin, A. Popov) – 59:06 | (1–2, 2–1, 4–0) | 05:57 – E. Karlsson (V. Stålberg, D. Alfredsson) (PP) 14:33 – H. Zetterberg (D. Alfredsson, L. Eriksson) (PP) 29:36 – J. Franzén (L. Eriksson, H. Zetterberg) (PP) | Gledalci: 11,500 |

| 12. maj 2012 | Norveška | 3–0 | Latvija | Ericsson Globe, Stockholm |

| Poročilo tekme | Poročilo tekme                                                                                         | Poročilo tekme  | Poročilo tekme | Poročilo tekme  |
| -------------- | --- | --------------- | -------------- | --------------- |
| Začetek: 12:15 | J. Holøs – 12:43 A. Martinsen (M. Trygg, M. Ask) – 25:54 P. Thoresen (M. Hansen, P-Å. Skrøder) – 38:43 | (1–0, 2–0, 0–0) |                | Gledalci: 5,332 |

| 12. maj 2012 | Nemčija | 2–1 | Danska | Ericsson Globe, Stockholm |

| Poročilo tekme | Poročilo tekme                                                                             | Poročilo tekme  | Poročilo tekme   | Poročilo tekme  |
| -------------- | ------------------------------------------------------------------------------------------ | --------------- | ---------------- | --------------- |
| Začetek: 16:15 | T. Greilinger (C. Fischer, E. Kaufmann) – 37:10 P. Gogulla (P. Reimer, C. Ullmann) – 48:24 | (0–0, 1–1, 1–0) | 21:35 – M. Green | Gledalci: 5,107 |

| 12. maj 2012 | Italija | 0–4 | Švedska | Ericsson Globe, Stockholm |

| Poročilo tekme | Poročilo tekme | Poročilo tekme  | Poročilo tekme | Poročilo tekme  |
| -------------- | -------------- | --------------- | --- | --------------- |
| Začetek: 20:15 |                | (0–2, 0–1, 0–1) | 05:13 – M. Krüger (E. Karlsson, D. Alfredsson) 19:12 – S. Kronwall (G. Landeskog) 25:45 – E. Karlsson (H. Zetterberg) (PP2) 41:45 – G. Landeskog (L. Eriksson, H. Zetterberg) | Gledalci: 8,979 |

| 13. maj 2012 | Rusija | 2–0 | Češka | Ericsson Globe, Stockholm |

| Poročilo tekme | Poročilo tekme                                                      | Poročilo tekme  | Poročilo tekme | Poročilo tekme  |
| -------------- | ------------------------------------------------------------------- | --------------- | -------------- | --------------- |
| Začetek: 16:15 | A. Perežogin (I. Nikulin) – 00:24 J. Malkin (A. Popov) (PP) – 40:44 | (1–0, 0–0, 1–0) |                | Gledalci: 5,341 |

| 13. maj 2012 | Nemčija | 4–12 | Norveška | Ericsson Globe, Stockholm |

| Poročilo tekme | Poročilo tekme | Poročilo tekme  | Poročilo tekme | Poročilo tekme  |
| -------------- | --- | --------------- | --- | --------------- |
| Začetek: 20:15 | P. Reimer (P. Gogulla, C. Schubert) – 38:25 J. Krueger (P. Gogulla) – 41:01 M. Kink (K. Lavallee) – 46:27 C. Fischer (K. Hospelt, P. Gogulla) (PP2) – 57:17 | (0–3, 1–6, 3–3) | 00:20 – P. Thoresen (M. Hansen, P-Å. Skrøder) 01:28 – P. Thoresen (M. Holtet) (PP) 05:07 – M. Røymark (M. Holtet) 23:16 – LE. Spets (M. Olimb, A. Bastiansen) 24:12 – J. Kaunismäki (M. Ask, KA. Olimb) 27:52 – J. Holøs (P. Thoresen, M. Ask) (PP) 32:07 – P. Thoresen (M. Ask, H. Solberg) 33:24 – P-Å. Skrøder (M. Olimb, M. Ask) (PP) 34:07 – M. Trygg (P. Thoresen, M. Hansen) (PP) 40:44 – P-Å. Skrøder (P. Thoresen, M. Hansen) 43:15 – M. Hansen (A. Bastiansen, J. Kaunismäki) 52:05 – M. Trygg (M. Hansen) | Gledalci: 2,462 |

| 14. maj 2012 | Latvija | 0–2 | Danska | Ericsson Globe, Stockholm |

| Poročilo tekme | Poročilo tekme | Poročilo tekme  | Poročilo tekme                                           | Poročilo tekme  |
| -------------- | -------------- | --------------- | -------------------------------------------------------- | --------------- |
| Začetek: 16:15 |                | (0–0, 0–2, 0–0) | 24:48 – M. Green (N. Hardt) 35:23 – M. Madsen (L. Eller) | Gledalci: 2,197 |

| 14. maj 2012 | Italija | 0–4 | Rusija | Ericsson Globe, Stockholm |

| Poročilo tekme | Poročilo tekme | Poročilo tekme  | Poročilo tekme | Poročilo tekme  |
| -------------- | -------------- | --------------- | --- | --------------- |
| Začetek: 20:15 |                | (0–1, 0–2, 0–1) | 10:35 – P. Dacjuk (J. Kuznecov) 24:28 – J. Kuznecov (N. Kulemin, N. Nikitin) 28:07 – A. Popov (J. Birjukov, J. Malkin) 53:38 – A. Popov (A. Perežogin) | Gledalci: 2,336 |

| 15. maj 2012 | Norveška | 6–2 | Danska | Ericsson Globe, Stockholm |

| Poročilo tekme | Poročilo tekme | Poročilo tekme  | Poročilo tekme                                               | Poročilo tekme  |
| -------------- | --- | --------------- | ------------------------------------------------------------ | --------------- |
| Začetek: 12:15 | LE. Spets (M. Ask, M. Olimb) (EA) – 26:12 M. Ask (KA. Olimb, A. Martinsen) – 27:29 P-Å. Skrøder (P. Thoresen, C. Schubert) – 35:35 J. Holøs (P. Thoresen, M. Hansen) (PP) – 37:53 P. Thoresen (A. Martinsen, J. Holøs) (PP) – 39:39 M. Trygg (P. Thoresen, P-Å. Skrøder) – 55:39 | (0–0, 5–0, 1–2) | 43:03 – M. Madsen (P. Hersby) 47:50 – M. Poulsen (P. Larsen) | Gledalci: 2,054 |

| 15. maj 2012 | Češka | 8–1 | Nemčija | Ericsson Globe, Stockholm |

| Poročilo tekme | Poročilo tekme | Poročilo tekme  | Poročilo tekme                                       | Poročilo tekme  |
| -------------- | --- | --------------- | ---------------------------------------------------- | --------------- |
| Začetek: 16:15 | A. Hemský (P. Průcha) – 01:58 L. Krajíček (M. Vondrka, J. Novotný) – 10:34 M. Erat (J. Nakládal, D. Krejčí) (PP) – 16:05 P. Koukal (L. Krajíček, P. Čáslava) (PP) – 25:01 D. Krejčí (P. Tenkrát) (SH) – 29:55 J. Novotný (J. Petružálek) – 34:22 P. Koukal (D. Krejčí, T. Plekanec) (PP) – 44:34 M. Blaťák (D. Krejčí, T. Plekanec) (PP) – 46:42 | (3–1, 3–0, 2–0) | 07:36 – T. Greilinger (C. Schubert, C. Ullmann) (PP) | Gledalci: 2,114 |

| 15. maj 2012 | Švedska | 4–0 | Latvija | Ericsson Globe, Stockholm |

| Poročilo tekme | Poročilo tekme | Poročilo tekme  | Poročilo tekme | Poročilo tekme  |
| -------------- | --- | --------------- | -------------- | --------------- |
| Začetek: 20:15 | L. Eriksson (H. Zetterberg, J. Franzén) – 04:39 J. Silfverberg (E. Karlsson, N. Bäckström) (PP) – 14:40 H. Zetterberg (D. Alfredsson) (PP) – 33:45 J. Franzén (H. Zetterberg, E. Karlsson) (PP) – 52:18 | (2–0, 1–0, 1–0) |                | Gledalci: 9,358 |

## Zaključni del
|  | Četrtfinale | Četrtfinale | Četrtfinale |        |         | Polfinale | Polfinale | Polfinale |                 |                 | Finale          | Finale          | Finale |
|  |             |             |             |        |         |           |           |           |                 |                 |                 |                 |        |
|  | H1          | Kanada      | 3           |        |         |           |           |           |                 |                 |                 |                 |        |
|  | H4          | Slovaška    | 4           |        |         |           |           |           |                 |                 |                 |                 |        |
|  | H4          | Slovaška    | 4           |        | WQF1    | Slovaška  | 3         |           |                 |                 |                 |                 |        |
|  |             |             |             |        | WQF1    | Slovaška  | 3         |           |                 |                 |                 |                 |        |
|  |             | WQF2        | Češka       | 1      |         |           |           |           |                 |                 |                 |                 |        |
|  | S2          | WQF2        | Češka       | 1      | Švedska | 3         |           |           |                 |                 |                 |                 |        |
|  | S2          |             |             |        | Švedska | 3         |           |           |                 |                 |                 |                 |        |
|  | S3          | Češka       | 4           |        |         |           |           |           |                 |                 |                 |                 |        |
|  |             |             |             |        |         |           |           |           |                 |                 | WSF1            | Slovaška        | 2      |
|  |             |             | WSF2        | Rusija | 6       |           |           |           |                 |                 |                 |                 |        |
|  | S1          | Rusija      | 5           |        |         |           |           |           |                 |                 |                 |                 |        |
|  | S4          | Norveška    | 2           |        |         |           |           |           |                 |                 |                 |                 |        |
|  | S4          | Norveška    | 2           |        | WQF3    | Rusija    | 6         |           | Za tretje mesto | Za tretje mesto | Za tretje mesto | Za tretje mesto |        |
|  |             |             |             |        | WQF3    | Rusija    | 6         |           | Za tretje mesto | Za tretje mesto | Za tretje mesto | Za tretje mesto |        |
|  |             | WQF4        | Finska      | 2      |         |           |           |           |                 |                 |                 |                 |        |
|  | H2          | WQF4        | Finska      | 2      | ZDA     | 2         |           | LSF1      | Češka           | 3               |                 |                 |        |
|  | H2          |             |             |        | ZDA     | 2         |           | LSF1      | Češka           | 3               |                 |                 |        |
|  | H3          | Finska      | 3           |        |         |           |           |           |                 |                 | LSF2            | Finska          | 2      |

### Četrtfinale
| 17. maj 2012 | Kanada | 3–4 | Slovaška | Hartwall Areena, Helsinki |

| Poročilo tekme | Poročilo tekme                                                                                                 | Poročilo tekme  | Poročilo tekme | Poročilo tekme   |
| -------------- | --- | --------------- | --- | ---------------- |
| Začetek: 13:00 | E. Kane (R. Getzlaf) – 16:14 J. Skinner (J. Eberle, P. Sharp) – 26:30 A. Burrows (K. Russell, A. Ladd) – 37:43 | (1–2, 2–0, 0–2) | 05:57 – T. Kopecký (B. Radivojevič, M. Handzuš) 09:14 – M. Šatan (L. Hudáček, T. Surový) 53:25 – M. Bartovič (T. Tatar) 57:32 – M. Handzuš (A. Sekera) | Gledalci: 11,568 |

| 17. maj 2012 | Rusija | 5–2 | Norveška | Ericsson Globe, Stockholm |

| Poročilo tekme | Poročilo tekme | Poročilo tekme  | Poročilo tekme                                                                       | Poročilo tekme  |
| -------------- | --- | --------------- | ------------------------------------------------------------------------------------ | --------------- |
| Začetek: 14:45 | A. Ovečkin (A. Sjomin) – 11:33 A. Popov (A. Jemelin, E. Ryasensky) – 14:09 A. Jemelin (P. Dacjuk, A. Sjomin) – 40:55 N. Žerdev (J. Birjukov, A. Tereščenko) – 50:43 I. Nikulin (J. Malkin) – 54:52 | (2–1, 0–1, 3–0) | 07:26 – P-Å. Skrøder (M. Hansen, P. Thoresen) 20:28 – P. Thoresen (M. Ask, J. Holøs) | Gledalci: 7,519 |

| 17. maj 2012 | ZDA | 2–3 | Finska | Hartwall Areena, Helsinki |

| Poročilo tekme | Poročilo tekme                                                                | Poročilo tekme  | Poročilo tekme | Poročilo tekme   |
| -------------- | ----------------------------------------------------------------------------- | --------------- | --- | ---------------- |
| Začetek: 18:30 | K. Palmieri (J. Petry, J. Crabb) – 33:48 B. Ryan (J. Faulk, C. Smith) – 41:49 | (0–0, 1–1, 1–2) | 33:27 – J. Joensuu (A. Pihlström, L. Kukkonen) 53:02 – M. Koivu (J. Jokinen, V. Filppula) 59:51 – J. Joensuu (P. Kontiola) | Gledalci: 12,426 |

| 17. maj 2012 | Švedska | 3–4 | Češka | Ericsson Globe, Stockholm |

| Poročilo tekme | Poročilo tekme | Poročilo tekme  | Poročilo tekme | Poročilo tekme   |
| -------------- | --- | --------------- | --- | ---------------- |
| Začetek: 20:15 | L. Eriksson (H. Zetterberg, J. Franzén) – 07:10 H. Zetterberg – 39:15 J. Ericsson (L. Eriksson, G. Landeskog) – 40:45 | (1–2, 1–1, 1–1) | 11:50 – P. Nedvěd (J. Nakládal, O. Němec) 16:56 – J. Novotný (M. Michálek) 30:27 – M. Erat (M. Michálek, D. Krejčí) (PP) 59:31 – M. Michálek | Gledalci: 10,397 |

### Polfinale
| 19. maj 2012 | Rusija | 6–2 | Finska | Hartwall Areena, Helsinki |

| Poročilo tekme | Poročilo tekme | Poročilo tekme  | Poročilo tekme                                                                           | Poročilo tekme   |
| -------------- | --- | --------------- | ---------------------------------------------------------------------------------------- | ---------------- |
| Začetek: 14:30 | J. Malkin (N. Nikitin, A. Popov) – 15:33 J. Malkin (N. Žerdev, S. Širokov) (PP) – 19:06 A. Ovečkin (D. Denisov, A. Popov) – 29:47 J. Malkin (I. Nikulin) (PP) – 37:46 D. Kokarev (N. Kulemin) – 41:05 S. Širokov (J. Birjukov, N. Nikitin) (PP) – 48:41 | (2–1, 2–0, 2–1) | 07:28 – J. Niskala (P. Kontiola, J. Joensuu) 56:04 – M. Granlund (J. Järvinen, M. Koivu) | Gledalci: 13,239 |

| 19. maj 2012 | Češka | 1–3 | Slovaška | Hartwall Areena, Helsinki |

| Poročilo tekme | Poročilo tekme                  | Poročilo tekme  | Poročilo tekme                                                                                             | Poročilo tekme   |
| -------------- | ------------------------------- | --------------- | --- | ---------------- |
| Začetek: 18:30 | M. Frolík (T. Plekanec) – 30:45 | (0–1, 1–0, 0–2) | 15:52 – M. Šatan (A. Sekera, I. Baranka) 40:56 – M. Šatan (M. Handzuš) (SH) 44:23 – L. Hudáček (T. Surový) | Gledalci: 12,355 |

### Za tretje mesto
| 20. maj 2012 | Finska | 2–3 | Češka | Hartwall Areena, Helsinki |

| Poročilo tekme | Poročilo tekme                                                                              | Poročilo tekme  | Poročilo tekme                                                                                               | Poročilo tekme   |
| -------------- | ------------------------------------------------------------------------------------------- | --------------- | --- | ---------------- |
| Začetek: 16:00 | M. Pyörälä (J. Immonen, J. Järvinen) – 16:53 J. Jokinen (M. Mäenpää, M. Koivu) (PP) – 49:01 | (1–3, 0–0, 1–0) | 12:17 – P. Průcha (L. Krajíček, A. Hemsky) (PP) 17:22 – J. Novotný (L. Kašpar) 19:07 – D. Krejčí (A. Hemsky) | Gledalci: 12,879 |

### Finale
| 20. maj 2012 | Rusija | 6–2 | Slovaška | Hartwall Areena, Helsinki |

| Poročilo tekme | Poročilo tekme | Poročilo tekme  | Poročilo tekme                                                           | Poročilo tekme   |
| -------------- | --- | --------------- | ------------------------------------------------------------------------ | ---------------- |
| Začetek: 20:30 | A. Sjomin (A. Ovečkin, P. Dacjuk) – 09:57 A. Perežogin (A. Popov) – 26:10 A. Tereščenko (S. Širokov, N. Žerdev) – 33:31 A. Sjomin (P. Dacjuk) – 35:22 P. Dacjuk (A. Sjomin, A. Ovečkin) – 43:55 J. Malkin (I. Nikulin, N. Nikitin) – 58:02 | (1–1, 3–0, 2–1) | 01:06 – Z. Chára (T. Surový) 49:37 – Z. Chára (T. Surový, M. Šatan) (PP) | Gledalci: 13,242 |

## Statistika

### Končni vrstni red
|    | Rusija     |
|    | Slovaška   |
|    | Češka      |
| 4  | Finska     |
| 5  | Kanada     |
| 6  | Švedska    |
| 7  | ZDA        |
| 8  | Norveška   |
| 9  | Francija   |
| 10 | Latvija    |
| 11 | Švica      |
| 12 | Nemčija    |
| 13 | Danska     |
| 14 | Belorusija |
| 15 | Italija    |
| 16 | Kazahstan  |

### Izbori
- Po izboru IIHF:
  - Najboljši vratar:  Ján Laco
  - Najboljši branilec:  Zdeno Chára
  - Najboljši napadalec:  Jevgenij Malkin

- Po izboru novinarjev:
  - Vratar:  Ján Laco
  - Branilci:  Zdeno Chára,  Ilja Nikulin
  - Napadalci:  Jevgenij Malkin,  Patrick Thoresen,  Henrik Zetterberg
  - MVP:  Jevgenij Malkin

### Najboljši strelci
| Hokejist          | OD | G  | P  | Toč | +/− | KM | Pol |
| ----------------- | -- | -- | -- | --- | --- | -- | --- |
| Jevgenij Malkin   | 10 | 11 | 8  | 19  | +16 | 4  | F   |
| Patrick Thoresen  | 8  | 7  | 11 | 18  | +6  | 4  | F   |
| Henrik Zetterberg | 8  | 3  | 12 | 15  | +6  | 4  | F   |
| Loui Eriksson     | 8  | 5  | 8  | 13  | +7  | 2  | F   |
| Per-Åge Skrøder   | 8  | 5  | 7  | 12  | +7  | 2  | F   |
| Aleksander Popov  | 10 | 4  | 8  | 12  | +15 | 2  | F   |
| Max Pacioretty    | 8  | 2  | 10 | 12  | +5  | 4  | F   |
| Mikko Koivu       | 10 | 3  | 8  | 11  | 0   | 4  | F   |
| Duncan Keith      | 8  | 1  | 10 | 11  | +7  | 0  | D   |
| Valtteri Filppula | 10 | 4  | 6  | 10  | +1  | 6  | F   |

### Najboljši vratarji
| Vratar          | MNL    | PG | OGT  | OS  | %OS   | SO |
| --------------- | ------ | -- | ---- | --- | ----- | -- |
| Semjon Varlamov | 440:00 | 13 | 1.77 | 214 | 93,93 | 1  |
| Jakub Štěpánek  | 242:07 | 6  | 1.49 | 98  | 93,88 | 1  |
| Jakub Kovář     | 351:14 | 12 | 2.05 | 166 | 92,77 | 1  |
| Ján Laco        | 524:10 | 19 | 2.17 | 250 | 92,40 | 1  |
| Vitali Koval    | 266:26 | 13 | 2.93 | 163 | 92,02 | 0  |